# Hacınınoğlu, Onikişubat
Hacınınoğlu là một xã thuộc huyện Onikişubat, tỉnh Kahramanmaraş, Thổ Nhĩ Kỳ. Dân số thời điểm năm 2010 là 578 người.